# Ошский собор
Ошский собор — католический храм во французском городе Ош, малая базилика, кафедра архиепископа Ошского. В составе объекта «Путь Святого Иакова во Франции» входит в список всемирного наследия ЮНЕСКО. Посвящён Святой деве Марии.
Первый собор на хорошо укреплённом возвышенном месте в столице Гаскони восходит ещё к середине IX века. Храмы не единожды разрушались сарацинами, гибли в пожарах и от ударов молний и вновь возрождались. Современное здание, заложенное 4 июля 1489 года епископом Франциском Савойским на руинах романской постройки, — шестое или седьмое по счёту. Строительство шло почти два столетия, собор был освящён в 1548 году, но завершён лишь к 1680 году. В архитектуре церкви, таким образом, сочетаются черты поздней готики и возрождения.
Собор длиной 102 метра и шириной 35 метров имеет форму трёхнефной базилики и окружён 18 боковыми капеллами. Трансепт, по высоте равный центральному нефу (26 метров), расположен посередине и не выступает за линии боковых фасадов. Главный западный фасад — самая поздняя часть собора, трёхарочный портик с четырьмя парами коринфских колонн несёт явные черты стиля возрождения. Симметричные башни высотой 44 метра, квадратные в плане, не имеют навершия, а заканчиваются балюстрадой.
В хоре Ошского собора сохранилось 18 витражных окон, созданных в 1507—1513 годах Арно де Молем. В склепе собора, состоящем из пяти часовен, стоят саркофаги нескольких средневековых епископов. Главный орган 1694 года построен Жаном де Жуайезом.